# تنگ تلخ پگین
تنگ تلخ پِگین، روستایی از توابع بخش مرکزی شهرستان رامهرمز در استان خوزستان ایران است.این روستا درنقطه پایانی موقعیت جغرافیایی پگین می‌باشد.  جمعیت این روستا بواسطه امکانات ضعیف ترددو تحصیل اکنون در حال مهاجرت هستند وبیم آن میرود که بزودی تبدیل به خاطره‌ها شود.
شاید خیلی احساسی به نظر برسد ولی به نظر من یکی از دلایل اصلی اینکه جمعیت این دیار رو به کاهش است این است که دیگر نیستند آن کسانی که آن دیار را خوش نگه می‌داشتند
رفتند. رفتند و نمی‌دانستند که چه غمی در دل ما نهادن 
آرزومندم نسلی که می‌خواهند این راه را ادامه دهند در راهشان موفق باشند.

## جمعیت
این روستا در دهستان سلطان‌آباد قرار دارد و براساس سرشماری مرکز آمار ایران در سال ۱۳۸۵، جمعیت آن ۹۲ نفر (۱۷خانوار) بوده‌است.